# Wikno (powiat nidzicki)
Wikno – wieś w Polsce położona w województwie warmińsko-mazurskim, w powiecie nidzickim, w gminie Nidzica, nad jeziorem Omulew. W latach 1975–1998 miejscowość administracyjnie należała do województwa olsztyńskiego.
Dawniej osada nosiła nazwę Wickno oraz Wickenau. Była to leśniczówka w lasach królewskich. W XIX w. mieszkało tu kilka osób. W spisie z roku 1871 Wikno figuruje jako osada, będąca częścią wsi Jabłonka. W tym czasie było tam 10 domów i 108 mieszkańców.